# André Nel (Paläontologe)
André Nel (* 4. November 1959 in La Ciotat, Département Bouches-du-Rhône) ist ein französischer Paläoentomotologe und Entomologe. Sein Interesse gilt der funktionellen Evolution und Taxonomie von Insekten.

## Leben
Nel studierte zunächst Mathematik und erwarb anschließend die Agrégation, die Lehrerlaubnis in französischen Gymnasien und Universitäten. Von 1983 bis 1994 war er dann Professor für Mathematik an einem Gymnasium. Seine eigentliche Leidenschaft galt jedoch dem Sammeln und Studieren fossiler und rezenter Insekten.
1983 schrieb Nel in der Zeitschrift L’Entomologiste seinen ersten Artikel mit dem Titel Description d’une nouvelle espèce d’Odonate fossile du Stampien d’Aix-en-Provence über fossile Libellen (Odonata), die von einem Aufschluss fossiler Insekten aus dem frühen Oligozän in Aix-en-Provence stammen. 
1991 wurde Nel unter der Leitung von Jean-Claude Paicheler mit der Dissertation Analyses d'entomofaunes cenozoiques: interets de la paleoentomologie pour les sciences de la terre et de la vie zum Doktor der Naturwissenschaften mit Schwerpunkt Geologie an der Universität Reims (URCA) promoviert. 1995 erhielt er von derselben Universität die Habilitation à Diriger des Recherches (HDR, Zulassung zum Forschungsleiter).
Nel ist seit 1994 am Muséum national d’histoire naturelle (MNHN) beschäftigt, wo er bis 2013 als außerordentlicher Professor tätig war. Von 2013 bis 2017 war er dort ordentlicher Professor.
Nel betreute die Promotionen und Forschungsarbeiten mehrerer Fachleute im Bereich Entomologie und Paläoentomologie, darunter Dany Azar (Libanon), Günther Fleck (Frankreich), Julián Fernando Petrulevičius (Argentinien), Gérard Masselot (Frankreich), Olivier Béthoux (Frankreich), Vincent Perrichot (Frankreich), Clément Coiffard (Frankreich), Joanna Choufani (Libanon), Salman Shayya (Libanon) und Romain Garrouste (Frankreich).
Nels Forschungen konzentrieren sich auf alle Bereiche der Entomologie, wobei der Schwerpunkt auf der vergleichenden Morphologie und den fossilen Insekten liegt, sowie auf der Verwendung phylogenetischer Instrumente und der Entwicklung neuer Instrumente in der vergleichenden Morphologie und Paläoökologie. Er hat auch mit zahlreichen französischen und internationalen Wissenschaftlern aus der ganzen Welt zusammengearbeitet, die sich mit Bernsteinfossilien sowie mit fossilen und rezenten Insekten und deren Evolution befassen. 
Neben seiner Arbeit an fossilen Insekten war Nel wissenschaftlicher Leiter der weltweit größten Sammlung terrestrischer Gliederfüßer in seinem Institut am Muséum national d’histoire naturelle sowie der Sammlung fossiler Insekten, zu deren Erweiterung er erheblich beigetragen hat.
Darüber hinaus gilt Nel als einer der Pioniere bei der Anwendung und Erforschung neuer Analysetechniken wie der 3D-Analyse von Bernsteineinschlüssen durch die Computertomografie. Er hat mehr als 1000 wissenschaftliche Publikationen verfasst oder mitverfasst, darunter eine beträchtliche Anzahl in weltweit renommierten Fachzeitschriften. 
Nel hat mehrere Feldstudien in Frankreich (Aix-en-Provence, Département Oise, Luberon, Céreste, Lodève, Département Charente-Maritime, Avion, Menat, Département Var u. a. m.), Mauretanien, Libanon, der Isle of Wight, Spanien, Spitzbergen (Norwegen), Neukaledonien und in anderen Regionen geleitet und daran teilgenommen. Zudem hat er umfangreiche Sammlungen fossiler Insekten von mehreren französischen Aufschlüssen zusammengetragen.
2016 wirkte er in der Folge Qui a tué les insectes géants (deutsch: Rieseninsekten der Vorzeit) der dreiteiligen Dokumentationsreihe Les Mondes Perdus (deutsch: Verborgene Welten) mit, wo er sich über die ausgestorbene Riesenlibelle Meganeura monyi äußerte.

## Ehrungen und Dedikationsnamen
Nel erhielt mehrere Auszeichnungen und Preise, darunter den „Prix Pesson“ von der Société entomologique de France im Jahr 1994, den „Prix Gadeau de Kerville“ von der Société entomologique de France im Jahr 2002, den „Prix Balachowski“ von der Académie des sciences im Jahr 2016 und die Medaille der International Palaeoentomological Society (IPS) im Jahr 2019.
Nach Nel sind die fossilen Arten Carabus neli Deuve, 1998 aus der Familie der Laufkäfer, Hylesinus neli Petrov & Zherikhin 2004 aus der Familie der Rüsselkäfer, Alavia neli Krzemiński & Arillo, 2007 aus der Familie der Stelzmücken, Palaeorhopalotria neli Legalov, 2013 aus der Familie Belidae, Marava neli Engel, 2019 aus der Ohrwurmfamilie Spongiphoridae, Archeaneurus neli Heiss, 2019 aus der Familie der Rindenwanzen, Burmops neli Kirejtshuk, 2019 aus der Familie Sphindidae, Palaeobasanus neli Nabozhenko & Kirejtshuk, 2020 aus der Familie der Schwarzkäfer, Cormopsocus neli Hakim, Azar & Huang, 2021 aus der Familie Cormopsocidae und Electrobabinskaia neli Jouault, 2022 aus der Familie Babinskaiidae benannt.